# Хонятино (Московская область)
Хонятино — село в Ступинском районе Московской области России в составе городского поселения Малино (до 2006 года — центр Березнецовского сельского округа).
На 2019 год в Хонятине 6 улиц, 1 переулок и 1 садоводческое товарищество. Постановлением Губернатора Московской области от 19 мая 2001 года в состав села был включён посёлок отделения совхоза «Хонятино». Хонятино связано автобусным сообщением с городом Малино, соседними населёнными пунктами и Москвой.

## География
Хонятино расположено на севере района, на реке Коновке (правый приток реки Северки), высота центра села над уровнем моря — 144 м.

## История

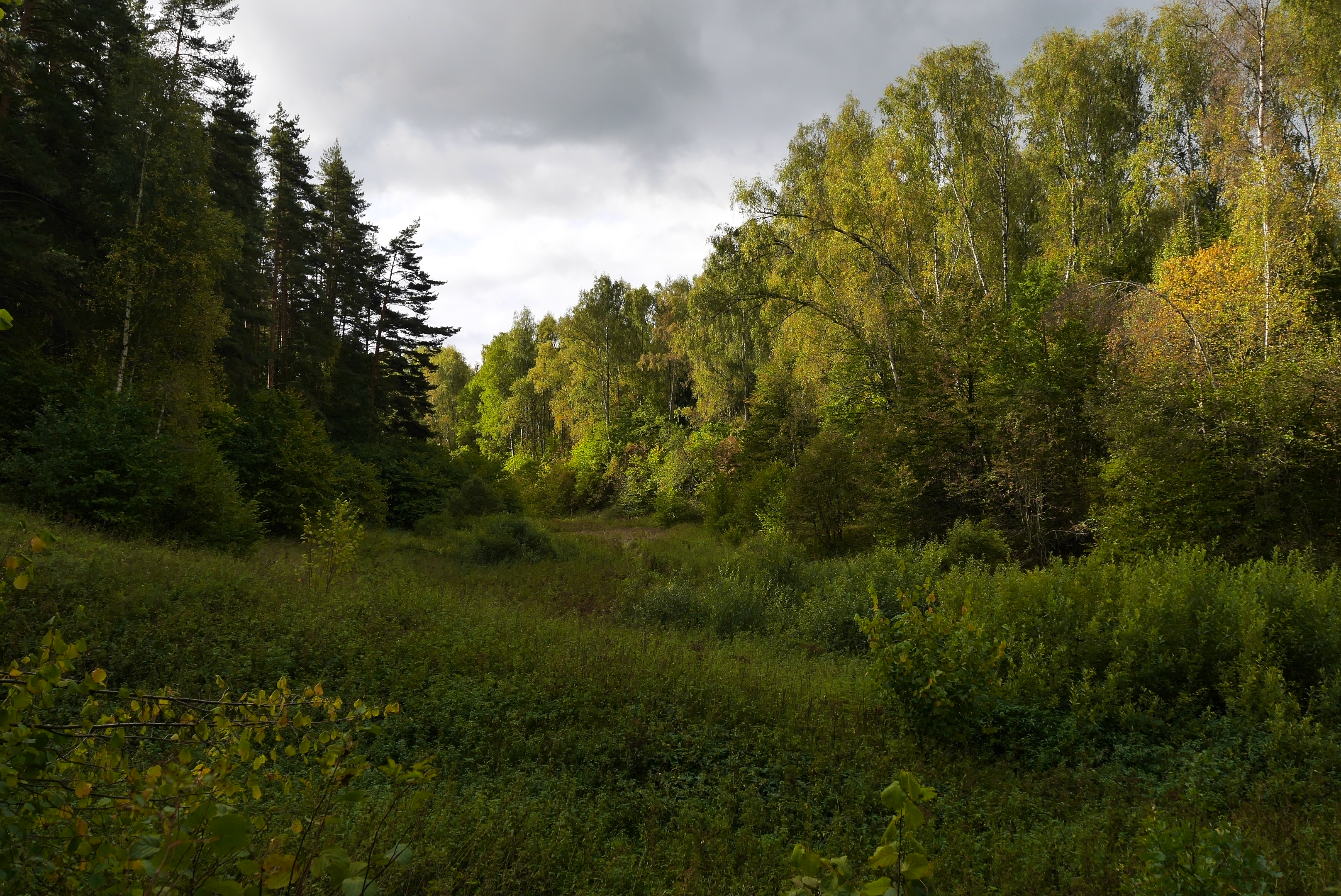
Курганный могильник Хонятино

Впервые в исторических документах упоминается в 1577 году, как село Конятино на речке Конске. Название Хонятино — с 1774 года. В селе с XVI века существовала церковь Георгия Победоносца, современное здание построено в 1819—1823 годах из кирпича: однокупольный храм в стиле классицизма с трапезной и колокольней (второе название — церковь Покрова Пресвятой Богородицы), памятник архитектуры федерального значения. Также существовала деревянная часовня, построенная в 1885 году, не сохранившаяся до наших дней.

## Население
| 2002 | 2006 | 2010 |
| ---- | ---- | ---- |
| 158  | ↘142 | ↘113 |

### Известные уроженцы
- Николай Петрович Краснов (1864—1939) — aкадемик архитектуры, главный архитектор города Ялты.
- Александр Васильевич Орлов (1885—1937) — протоиерей, священномученик.